# Freeplayer
Ne doit pas être confondu avec Free Player.

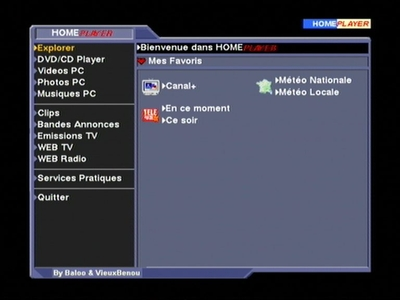
Le mod HomePlayer.

Freeplayer est une fonctionnalité de la Freebox permettant d'accéder depuis sa télévision au disque dur de son ordinateur.
Le client Freeplayer est une version modifiée de VLC media player, qui doit être exécuté depuis l'ordinateur du freenaute et qui permet la liaison entre la Freebox et l'ordinateur. Freeplayer reconnaît autant de codecs que VLC.
Le fonctionnement du Freeplayer est assez simple : le client Freeplayer transmet un flux vidéo à la Freebox, qui l'affiche. En ce qui concerne l'interaction avec l'utilisateur, Freeplayer utilise aussi du HTML Freebox (aussi utilisé par les télésites), une version modifiée du HTML 3.2, qui permet notamment de gérer la télécommande Freebox et de superposer une interface supplémentaire au flux vidéo.
Ce fonctionnement a permis la création de nombreux mods (abréviation de « modifications »), qui permettent d'étendre les fonctionnalités de Freeplayer.

## Fonctionnement basique
Freeplayer a été lancé le 1er juillet 2005. Pour l'utilisateur, l'utilisateur doit avoir accepté les conditions générales de vente de Free et disposer d'une version à jour du micrologiciel de la Freebox.
Une fois que le client Freeplayer est installé, il fonctionne comme ceci :
- la Freebox affiche le flux vidéo en provenance du logiciel sur l'ordinateur ;
- par-dessus cette vidéo, la Freebox peut superposer l'affichage d'une interface de pilotage et de navigation (en se basant sur le fichier en HTML Freebox transmis par le client) ;
- l'utilisateur peut presser les boutons de la télécommande pour activer les fonctions définies dans l'interface ;
- lorsqu'une fonction est activée, la Freebox en informe le logiciel sur l'ordinateur qui peut modifier l'interface ou le flux vidéo en conséquence.

## Fonctionnement technique
Le micrologiciel de la Freebox agit comme :
- Un client RTP acceptant un flux audio/video MPEG-TS (sur le port UDP 1234) provenant de l'ordinateur ;
- Un client HTTP émettant des requêtes auprès du serveur HTTP installé sur l'ordinateur (sur le port TCP 8080), les pages HTML retournées étant affichées en superposition au flux audio/vidéo.

Le client Freeplayer, lui, agit comme :
- Un convertisseur de différents médias (images, sons, vidéos) en flux MPEG-TS ;
- Un serveur RTP qui envoie vers la Freebox ce flux ;
- Un serveur HTTP qui permet d'afficher sur la Freebox les pages HTML de contrôle de la lecture et autres fonctionnalités.

## Mods
De nombreux mods (abréviation de « modifications ») permettent d'ajouter des fonctionnalités à travers des modifications du client Freeplayer. On peut notamment y trouver ces fonctionnalités :
- Naviguer dans les disques, les répertoires et les playlist de l'ordinateur ;
- Conserver un historique des fichiers joués et une liste de favoris ;
- Naviguer sur Internet (sur des sites « HTML light » ou adaptés à la Freebox ou au WAP/i-mode) ;
- Écouter des WebRadios ou visionner des WebTV ;
- Piloter d'autres applications avec la télécommande ;
- Visionner les chaînes Freebox TV avec possibilité de pause/reprise (time shifting sur le flux Multiposte renvoyé à la Freebox).

## Déclin de Freeplayer
En 2008, la sortie des télésites (disponibles sur les Freebox v4 et v5), qui permet de coder des sites web en HTML Freebox, commence à remplacer certains mods Freeplayer en rapport avec internet.
La Freebox v5 inclut un disque dur de 40 Go et un navigateur de fichiers, ce qui commence à remplacer la principale fonctionnalité de Freeplayer (néanmoins, moins de formats sont supportés par la lecture vidéo et les fichiers son ne sont pas lus). En mai 2009, une mise à jour apporte le support de l'UPnP, ce qui permet d'accéder au disque dur de l'ordinateur via la Freebox et permet de remplacer encore plus les fonctionnalités de centre multimédia de la Freebox, apportée par le Freeplayer.
En novembre 2009, Elixir fait son apparition, et permet la création d'applications (avec, potentiellement, des fonctionnalités qui permettent notamment la lecture de musique, l'accès à internet...) et de jeux vidéo, permettant de remplacer beaucoup de fonctionnalités des mods Freeplayer.
Mais ces dernières fonctionnalités ne sont pas gérées par le Freebox v4, ce qui fait que beaucoup de non-dégroupés utilisent encore Freeplayer.
Le Freeplayer n'est pas présent dans la Freebox Optique, ni dans la Freebox v6 « Révolution ».